# Alexander den Store
Alexander 3. ("Alexander den Store") (gr.:Μέγας Αλέξανδρος født sidst i juli 356 f.Kr., død 10. juni 323 f.Kr.) var konge af det græske Makedonien.
Αλέξανδρος betyder "ham der holder mænd på afstand", "beskytter af mænd". Han var søn af kong Filip 2. af Makedonien og hans 4. dronning Olympias prinsesse af Epeiros, datter af kong Neoptolemos, konge over Molosserne. Ifølge Plutarch ((Alexander 3.1,3) nedstammer Alexanders far fra Herakles og hans mor fra den græske helt Achilleus. Han vidste det fra sin moder. Hun påstod, at Alexander var søn af selveste Zeus og derfor var en halvgud. Det var der mange, der troede på, og Alexander fik en sær magt over folk og hær. Muligvis har det haft indflydelse på, at der var få, der gjorde forsøg på at skade ham, selv om de flere gange havde grund og lejlighed til det.
Troen på, at en almindelig dødelig kunne være søn af en gud, var helt almindelig blandt grækere. Det var almindeligt, at herskere brugte guddommeligt slægtsskab til befæstelse af deres position. Cæsar nedstammede således fra Venus.
De græske bystater var samlet under Alexanders far. Men Alexander måtte generobre dem efter en række oprør og kunne først to år efter sin tronbestigelse erobre Persien, Egypten og en række andre kongedømmer. Han nåede det nordlige Indien. Erobringerne medførte en hurtig spredning af græsk kultur i det sydøstlige Europa og store dele af Asien.

## Barndom
Alexanders første læremester var Leonidas, en slægtning af hans mor. Han havde en hel flok lærere under sig. Leonidas' måde at undervise på var brutal og havde ikke den ønskede virkning. Derfor sendte kongen bud efter Aristoteles. Aristoteles blev Alexanders og nogle jævnaldrende drenges læremester. Han gav Alexander grundig træning i retorik og litteratur og stimulerede hans interesse for videnskab, medicin, antropologi og filosofi; det var Aristoteles, der gjorde Alexander fortrolig med græsk kultur.
Han gav Alexander Iliaden, som han tit læste i. Han sov resten af livet med den og en dolk under sin hovedpude.
Allerede som dreng deltog Alexander i Filips kampe om magten i Grækenland, men kom muligvis i strid med faderen, der havde tilsidesat Alexanders mor som dronning. Efter Alexanders død opstod der rygter om hans medskyld i drabet på sin far.
Alexander voksede op i Makedonien med sin moder, Olympias, og sin fader, kong Filip II. Hans moder mente, at han var mere end kongelig: han var guddommelig og søn af Zeus. Hun mente også, at han var i familie med Dionysos. Hun havde stået for hans opdragelse til han blev 12-13 år. Nu overtog Filip opdragelsen, og han fandt også ud af, at de havde en mageløs søn. Filip gav ham græsk opdragelse. Han tilkaldte Aristoteles som hans læremester. Gennem hele barndommen oplevede Alexander, at han blev hævet over alle andre.
Da han fyldte 20 år inviterede faderen prominente gæster fra hele Grækenland som forberedelse til sit felttog mod Persien og Asien. Og for at blive hyldet for at have forvandlet Makedonien til en stormagt. Men under ceremonien blev han myrdet af Pausanias, der sprang frem fra livvagten og dolkede ham. Både Alexander og Olympias var vidne til det. Mange tror, at Pausinas var perser, og at mordet var et forsøg på at svække makedonerne. Andre som Aristoteles mente, at Pausinas ville hævne sig på Filip, fordi han havde været Filips elsker.
Det er sandsynligt, at Olympias var Pausinas’ rådgiver, fordi hun i mange år ikke skjulte sit had til Filip. At Alexander stod bag, er usandsynligt, både fordi han elskede sin far meget højt, og fordi tidspunktet ville være meget uheldigt valgt, da mordet foregik for øjnene af Grækenlands fornemste. Monarkiet i Makedonien var ikke arveligt. Når kongen døde, skulle hærens ledelse give deres samtykke til kroningen af en ny. Det gjaldt nu for Alexander om at få makedonernes sympati. Den eneste konkurrent til tronen var Alexanders fætter, Amyntas, som var søn af kong Perdikkas. Alexander anklagede fætteren for højforræderi og henrettede ham.
Da Filip døde, samlede Alexander sine venner, iførte sig rustning og begav sig til kongepaladset. Her blev han hyldet som konge af betydningsfulde aristokrater. Men Alexander var ikke udnævnt som konge før han var valgt af det makedonske folk. Det var først i Aigai ved Filips lit de parade nogle dage senere, at Alexander blev konge af Makedonien i hele folkets nærvær.

## Alexanders Personlige forhold
Alexander blev gift tre gange: Roxana, datter af den baktriske adelsmand Oxyartes, af kærlighed, og de persiske prinsesser Stateira 2. og Parysatis 2. datter af Darius 3. og en datter af Artaxerxes 3.  begge af politiske grunde. Han havde tilsyneladende to sønner: Alexander IV i Makedonien med Roxana og Heracles af Makedonien med sin elskerinde Barsine. Han mistede et  barn, da Roxana aborterede i Babylon.
Alexander havde også et tæt forhold til sin ven, general og livvagt Hefaistion, af makedonsk adel. Hefaistions død ødelagde Alexander. Det kan have bidraget til Alexanders svigtende helbred og mentale tilstand i hans sidste måneder.
Alexanders seksualitet har været genstand for spekulationer. Ingen antikke kilder udtalte, at Alexander havde homoseksuelle forhold, eller at Alexander forhold til Hefaistion var seksuelt. Aelian skriver dog om Alexanders besøg i Troja hvor "Alexander bekransede Achilles grav og Hefaistion Patroklos, at han var Alexanders elsker på samme måde, som Patroklos var Achilles". Ordet eromenos (oldgræsk for elskede) har ikke nødvendigvis  seksuel betydning, Alexander kan desuden have været biseksuel, som på hans tid ikke var kontroversielt. Green hævder, at der er meget, i antikke kilder, der tyder på, at Alexander havde megen  interesse for kvinder; men han fik først en arving  slutningen af sit liv og  var ung, da han døde, og det tyder på, at Alexanders ægteskabssagers rekord er mere imponerende end faderens i samme alder.
Alexander havde mange kvindelige kammerater. Alexander fik et harem i stil med persiske konger, men han brugte det sparsomt og viste stor selvkontrol i "fornøjelser af kroppen", her var hans eneste faste elskerinde Zainab af Persien, som han refererede til som "den sorte kat". Alexander viste for sin tid usædvanlig respekt for kvinder, han var stærkt imod at tvinge dem.
Alexander dannede ganske stærke venskaber med kvinder, herunder Ada af Caria, der adopterede ham, og selv Darius' mor, Sisygambis, der angiveligt døde af sorg, da hun fik kendskab til Alexanders død.

## Makedonien på Alexanders tid
Selv om Makedonien ligger lige nord for det græske område, var der adskillige grækere, som hævdede, at makedonerne ikke var rigtige grækere. De var barbarer som alle, der ikke talte rent græsk og var med i grækernes kulturelle fællesskab.
Efter alt at dømme var makedonernes sprog en græsk dialekt, og det er rimeligt at regne dem med til det græske kulturkreds. Makedonien regnes med til de græske bystater (polis). Dannede athenere har gengivet deres dialekt på skrift, og den er også nedskrevet i teaterstykket "Makedonerne". Sprogvidenskaben konkluderer , at der er tale om en form for æolisk, selv om makedonsk var præget af illyriske og thrakiske folkeslag mod vest, nord og øst. Fra det 5. århundrede f.kr. vandt den attiske, græske dialekt og kultur i stigende grad frem i Makedonien. Først i den makedonske adel og kongefamilien, der indførte attisk som tale- og skriftsprog.
Makedonien havde en del frugtbar agerjord, som lå i floddalene og ved kysten, men det meste af landet var kun egnet til kvæghold og hesteopdræt, hvis det da ikke var dækket af uvejsomme bjerge og skovstrækninger. Fra skovene kom der tømmer, som det træfattige Grækenland havde hårdt brug for til skibsbygning. I bjergene var der guld og sølv, som de makedonske konger brugte til fremstilling af egne mønter. Det meste af guldet kom fra ”Kongens Fæller” Bjerget. Makedonien havde kun to vigtige byer: Aigai, Makedoniens gamle hovedstad, og Pella, den ny hovedstad, som overtog rollen i det 4. århundrede f.Kr.
Sammenlignet med stater som Athen og Korinth var Makedonien et primitivt samfund af større og mindre agerbrugere og kvægavlere. Dets forfatning var også ganske anderledes end Athens. Makedonien havde en konge, som var den øverste leder og anfører i krig. Kongen var ikke enevældig, men styrede landet sammen med medlemmer af kongefamilien og lederne af landets fornemste adelsslægter. De blev kaldt ”kongens fæller”. I særlige tilfælde kunne ”kongens fæller” optræde som tronprætendenter. Men en almindelig folkeforsamling, eller snarere en hærforsamling, skulle anerkende en ny konge, hvis den gamle konge døde før arvingen var gammel nok til at regere.

## Alexander III (Alexander den Store) kommer til magten
Efter mordet på Filip i 336 f.Kr. tog Alexander omgående kongemagten og befæstede sit herredømme i Grækenland. På et møde i Korinth, hvor den Græske Union samledes, blev han udråbt til "Strategos Autokrator Hellenon" (ΣΤΡΑΤΗΓΟΣ ΑΥΤΟΚΡΑΤΩΡ ΕΛΛΗΝΩΝ) (hærfører og selvhersker over grækerne). Formålet var at udpege en leder, der kunne samle de græske bystater og én gang for alle eliminere truslen fra folkeslagene nord for Makedonien og fra det persiske rige. Han knuste herefter flere stammer nord for Makedonien. I mellemtiden gik der rygter om Alexanders død til bystaten Theben i Sydgrækenland, og der opstod et oprør der. Alexander marcherede på 14 dage de 380 km til Theben med sin hær og udslettede byen. Kun templerne og digteren Pindars hus blev ikke revet ned. Der blev dræbt 6.000 mand og de 30.000 overlevende blev solgt som slaver for 440 sølvtalenter. Det øvrige Grækenland forholdt sig i ro.
Rollen som regent var ikke uvant for Alexander. Kong Filip havde tidligere overladt magten til Alexander: ”På et felttog mod Byzans i 340 betroede Filip Alexander, der på det tidspunkt var 16 år, ledelsen af kongedømmet, idet han sørgede for at omgive ham med erfarne rådgivere.” Der er også beretninger om andre gange, hvor Filip havde overladt magten til Alexander for en kortere periode. Alexander var vant til at styre et land, selv om han kun var 20, da han kom til magten. Inden for de første 15 måneder af sin regeringstid havde han knust flere oprør og marcherede ind i forskellige græske byer, hvor han forlangte underkastelse. I 334 f.Kr. marcherede han ind i Asien med 37.000 mænd. Han styrkede forsigtigt sit erobrede land ved at grundlægge græske byer der.
Alexander besøgte Oraklet i Delfi, hvor han ville høre en profeti om, han snart ville være i stand til at erobre hele den antikke verden. Til sin overraskelse afviste Pythia at give en direkte kommentar og bad ham om at komme senere. Rasende begyndte han at trække mediet ved håret ud af kammeret, indtil hun skreg "Slip mig, du er uovervindelig." Han slap hende øjeblikkeligt og svarede: "Nu har jeg mit svar."

## Alexander i krig
Alexander udmærkede sig tidligt som en dygtig soldat, taktiker og strateg, og han betragtes af militærhistorikere som en af historiens største strateger.
Størsteparten af Alexanders regering fra 334 f.Kr. var opfyldt af hans store felttog mod Persien.
I tre slag (Granikos 334 f.Kr., Issos 333 f.Kr. og Gaugamela 331 f.Kr.) slog Alexander de persiske hovedhære, hvorefter det persiske rige brød sammen. Den sidste persiske konge, Dareios 3., myrdedes af Bessos på flugten med sine græske lejesoldater under ledelse af general Memnon. Alexander betragtede dem som forrædere mod den græske sag. I pauserne mellem fremrykningerne foretog Alexander også erobringer på andre fronter, bl.a. af Fønikien under stor blodsudgydelse (332 f.Kr.) og af Ægypten (332-31 f.Kr.). Kilderne fra antikken om Alexander den Store viser næsten alle, at Alexander var en mand, der formåede at gøre noget, som ingen andre kunne. Det var den almindelige opfattelse, at Alexander var en dygtig strateg og et politisk geni.
Den græske verdens hovedvåben havde i flere hundrede år været det tungtudrustede fodfolk. Det var opstillet i den tætsluttende, dybe formation, der kaldes en falanks.
Den makedonske falanks fik under kong Filip moderne udrustning og blev gennemekserceret, og dens taktik blev fornyet. Samtidig blev rytteriet kraftigt styrket til angreb. I ldet 4. århundrede f.Kr. skete der adskillige fremskridt inden for belejringskunsten, som makedonerne primært udviklede under Alexander. Under Alexander blev rytteriet, som han selv var i, det primære kampvåben, og den større bevægelighed er en af årsagerne til hans taktiske sejre. Et eksempel findes i Bengt Liljegrens ”Alexander Den Store (2005)” i afsnittet ”Granikos”:
Alexander udarbejdede hurtigt en plan om øjeblikkeligt angreb:
”Langs floden grupperede han skjolddrabanterne og falanksen på en næsten to kilometer lang, dyb række. Kavaleriet blev stillet op på fløjene, på linje og med en dybde af ti heste. Alexander anførte selv de beredne, makedonske krigskammerater på højre fløj, mens Parmenion kommanderede den venstre, hvor de thessaliske, thrakiske og græske ryttere var ... Ligesom en skakspiller af og til vælger at ofre en brik for at opnå fordele, sendte Alexander først Amyntas med et lille kontingent kavalerister ... Det skabte uro i persernes kavaleri, og det trak sig ud på fløjen. Alexander og Parmenion kunne dermed udnytte dette til at angribe perserne på fløjen. Makedonernes lanser forårsagede store skader blandt perserne, og de måtte trække sig tilbage, da deres anførere var faldet. De græske lejesoldater bad om nåde, men Alexander gik til angreb for at vise sin styrke, og dermed var hans sejr total.”
Det var ved dette første, store slag, at Alexander viste sine evner for perserne, men dog var det uden Dareios’ tilstedeværelse.
Det var i slaget ved Gaugamela, som var den endelige kamp mod Dareios, at Alexander opnåede samme berømmelse som sin barndoms helt, Achilleus. Antallet af krigere varierer efter kilderne:
Diodoros og Arrianos fortæller, at Dareios i løbet af to år havde samlet en hær på en million mand, men det er en overdrivelse. Quintus Curtius Rufus opgiver det laveste tal: 200.000 infanterister og 45.000 kavalerister. Alexander havde 40.000 infanterister og 7.000 kavalerister. Det er formentlig sat en smule for lavt. Men én ting ved vi: Alexanders hær var betydeligt mindre end Dareios’.
Arrianos beretter om slagets højdepunkt ved Guagamela:
”I et kort stykke tid blev der udkæmpet en nærkamp, men da rytterne omkring Alexander og også han selv gjorde et kraftfuldt angreb ved at trænge frem og stikke perserne i øjnene med spyd, og da den tætpakkede makedonske falanks med fremstrakte lanser havde kastet sig over dem, og alle frygtelige ting på én gang viste sig for den skrækslagne Dareios, var han den første, der gjorde helt om og flygtede”.
Her såvel som ved Granikos var det Alexanders taktiske geni, der gjorde sig bemærket. Makedonernes mod og disciplin havde endnu engang vundet den største sejr i Alexanders liv. Den persiske hær blev slået i stumper og stykker, og Dareios måtte, som Arrianos beretter, flygte igen. Allerede to år tidligere havde Dareios tabt slaget ved Issos, og her havde han også været klart i overtal. Arrianos taler om, at Dareios havde samlet en hær på 600.000 mand, men hverken hans eller andres tal virker troværdige. Forfatteren Bengt Liljegren vurderer, at der er tale om 75.000 persere mod 30.000 makedonere. Alexander vandt dette slag pga. makedonernes meget bedre våben og måden, han opildnede sine soldater på. En anden væsentlig faktor var, at Dareios tidligt anså slaget for tabt, flygtede og lod sine tropper i stikken. Slaget er vist i filmen Alexander: Alexander opildner sine soldater og lægger med sin øverstkommanderende strategi for slaget.
Nu skulle Alexander fuldføre Filips mission, som i første omgang gik på at erobre Ægypten efter samlingen af de græske bystater. Tilsyneladende var det ikke en svær opgave for Alexander, for under Perserkrigene i 490-479 f.Kr. havde perserne ødelagt store dele af Grækenland og dele af Makedonien. Det gjaldt først om at få makedonernes støtte til invasionen af Asien. De, der ikke ønskede at hjælpe, dræbte eller landsforviste Alexander. Det gjaldt også aristokrater og familiemedlemmer. Da alle forhindringer var afskaffet i Makedonien, vendte han blikket mod Grækenland.
Grækerne havde efter at have hørt om Filips død forsøgt at gøre oprør, fordi de så en mulighed for at komme fri af Makedonien, men Alexander ville det anderledes. Han begav sig på et felttog med sine makedonske tropper for at overtale de græske bystater til invasionen af det persiske rige og for at komme til Korinth for at lade sig udråbe som hegemon og strategos autokrator. Der var kun en vanskelighed: den thessalske hær, der blokerede vejen. Det løste han ved at marchere uden om fjenden, over bjerget Ossa og angribe fjenden i ryggen. De nedlagde våbnene uden kamp. Det var første gang, han viste sine fabelagtige evner som en strateg.
Spartanerne ønskede ikke at underlgive sig Makedonien, men Alexander var tilfreds, for han havde knust alle de andre græske oprør. Spartanerne vendte sig mod Makedonien i år 330 f.Kr., men måtte også underlægge sig makedonsk herredømme og indgå i det korintiske forbund. Alexander fik nu besked om, at der var problemer mod nord tæt ved Makedonien, da nogle thrakiske stammesamfund ikke ville anerkende makedonsk overhøjhed. Alexander ville ikke risikere at Makedonien blev angrebet, mens han var på vej mod Asien og ville knuse de små stammesamfund. Alexander nedslagtede dem, men han fik også hjælp af kong Langaros, der raserede autaritarernes land (Albanien). Alexander kæmpede mod en lang række små folkestammer i Illyrien under kongerne Kleitos og Glaukias. Alexander vandt en knusende sejr.
De bidrog til hærafdelingen i år 334 f.Kr. , men der kom aldrig en fredsslutning, og de blev ikke underkastet Alexander pga. rygter om, at han var faldet. Storkongen Dareios den 3. så en mulighed for at skabe splid mellem Makedonien og Grækenland og betale athenske soldater for at gå i krig med Theben mod Makedonien. Det lykkedes ham at få græske lejesoldater på sin side i kampen mod Alexander.
Da Alexander kom til Theben, ville han forhandle med thebanerne for at undgå krig, selv om hans hær var den thebanske langt overlegen. Men de ville ikke forhandle med ham, og nogle herolder opfordrede indbyggerne til at gå sammen med Dareios mod Makedonien. Det gjorde Alexander så rasende, og han ødelagde byen. Han bestemte endda i samråd med det korintiske forbund, at alle thebanerne var lovløse. Han skånede dog den berømte digter Pindars familie, og den familie, som havde huset Alexanders far, da han sad der som gidsel. Alexander og hans mænd blev efter ødelæggelsen af Theben betragtet med had og afsky af næsten hele Grækenland , men ikke af Athen. Byen skånede han uden anden grund end han var ivrig efter at indlede felttoget mod Persien og behøvede en flåde.
Alexander var nu klar til at rejse en hær på 30.000 fodfolk og 5.000 ryttere mod Persien og kong Dareios III.
Efter den endelige sejr over perserne blev Alexander udnævnt til storkonge og arbejdede for at befæste sin magt. Han fortsatte felttoget til det nordlige Indien, da et truende mytteri tvang ham til at afbryde videre fremrykning. Tilbage i Persien bragte han orden i imperiets administration og kvalte et mytteri blandt sine egne soldater.

## Alexanders død
Alexanders karriere sluttede i 323 f.Kr. En eftermiddag d. 10. eller 11. juni 323 f.Kr. døde han i Babylon af en mystisk sygdom. Han var kun en måned fra sin 33 års fødselsdag. Det er i tidens løb blevet fremsat forskellige teorier om grunden til hans død: forgiftning, sygdom eller et tilbagefald efter en malaria, som han fik i 336 f.Kr.
En af de seneste lægelige teorier er, at han døde af akut pancreatitis (bugspytkirtelbetændelse) på grund af stort alkoholindtag på kort tid.
Hans sygdomsbillede, der er nøje beskrevet, svarer fuldkommen til symptomatologien ved denne sygdom. Den mest fremherskende medicinske teori var tidligere malaria, som dog ikke stemmer så godt med sygdomsbilledet.
Der findes en dagbog fra 323 og 322 f.Kr., der fortæller om Alexanders død. Den er i dag på British Museum i London. Ifølge den blev Alexander på dødslejet udspurgt af sine generaler, til hvem han testamenterede sit kongedømme. Da Alexander ikke havde nogen arving (hans søn Alexander IV var endnu ikke født, og han  kunne alligevel først kunne arve når han blev 20), var det et vigtigt spørgsmål. Der er nogen debat om, hvad Alexander svarede til arvefølgen. Nogle mente, at Alexander sagde "Kratitso" (det betyder "til den stærkeste.") Det skulle vise sig at være vigtigt, hvordan han sagde dette, for andre mente, at han måske havde sagt "til Kraterus"; grækerne udtaler "den stærkeste" og "Kraterus" på samme måde. Det er kun trykket, der er anderledes. De fleste mener, at Alexander havde til hensigt at vælge én af sine generaler. Et oplagt valg kunne have været Kraterus, der var leder af den største del af Alexanders hær (infanteriet), og fordi han havde vist sig som en glimrende strateg og havde de ideelle makedonske karaktertræk. Hvad enten Alexander havde ment det ene eller det andet, overgik kongetitlen til deling mellem Alexanders halvbror, Filip III, og Alexanders søn med Roxana, Alexander IV, med Perdikkas udpeget som de meget unge kongers regent og formynder.
Alexanders rige omfattede foruden Grækenland det nuværende Egypten, Syrien, Libanon, Israel, Jordan, Tyrkiet, Irak, Iran, Afghanistan og Pakistan. Som enehersker gjorde han meget for at tilpasse sig de forskellige kulturer og lade sig hylde som gudefyrste af de lokale folkeslag. Om det skyldtes et forsøg på at skabe tværkulturelt sammenhold om herskeren eller blot var udtryk for egen magtlyst, står ikke klart. Desuden tog han i vidt omfang lokale officerer og stormænd i sin tjeneste, hvis de viste sig loyale. Hans kurs var ikke altid populær hos hans makedonske landsmænd, idet nogle af dem følte, at han svigtede sin baggrund. Endelig grundlagde han hektisk en lang række byer.
Efter Alexanders død brød riget hurtigt sammen under stridigheder mellem forskellige makedonske generaler, der alle ville være hans arvtagere. Derved opstod de diadokiske kongedømmer, hvoraf de tre største var Det Seleukidiske Rige, Makedonien og Det Ptolemæiske Egypten. Dette medførte at hellenismen blev udbredt og fik samfundspolitisk indflydelse på riget. Alexander den stores efterkommere satte hans værker og politiske holdninger højt for dermed at kunne plante hans idéer i rigets kultur og samfund.